# 計量書誌学

計量書誌学に関連する様々な領域

計量書誌学（けいりょうしょしがく、英語：bibliometrics）とは、書籍の文献や雑誌の記事に対する書誌を構成する要素を計量的に研究する学問である。学問領域としては図書館情報学に属し、科学計量学の一分野である。

## 研究手法

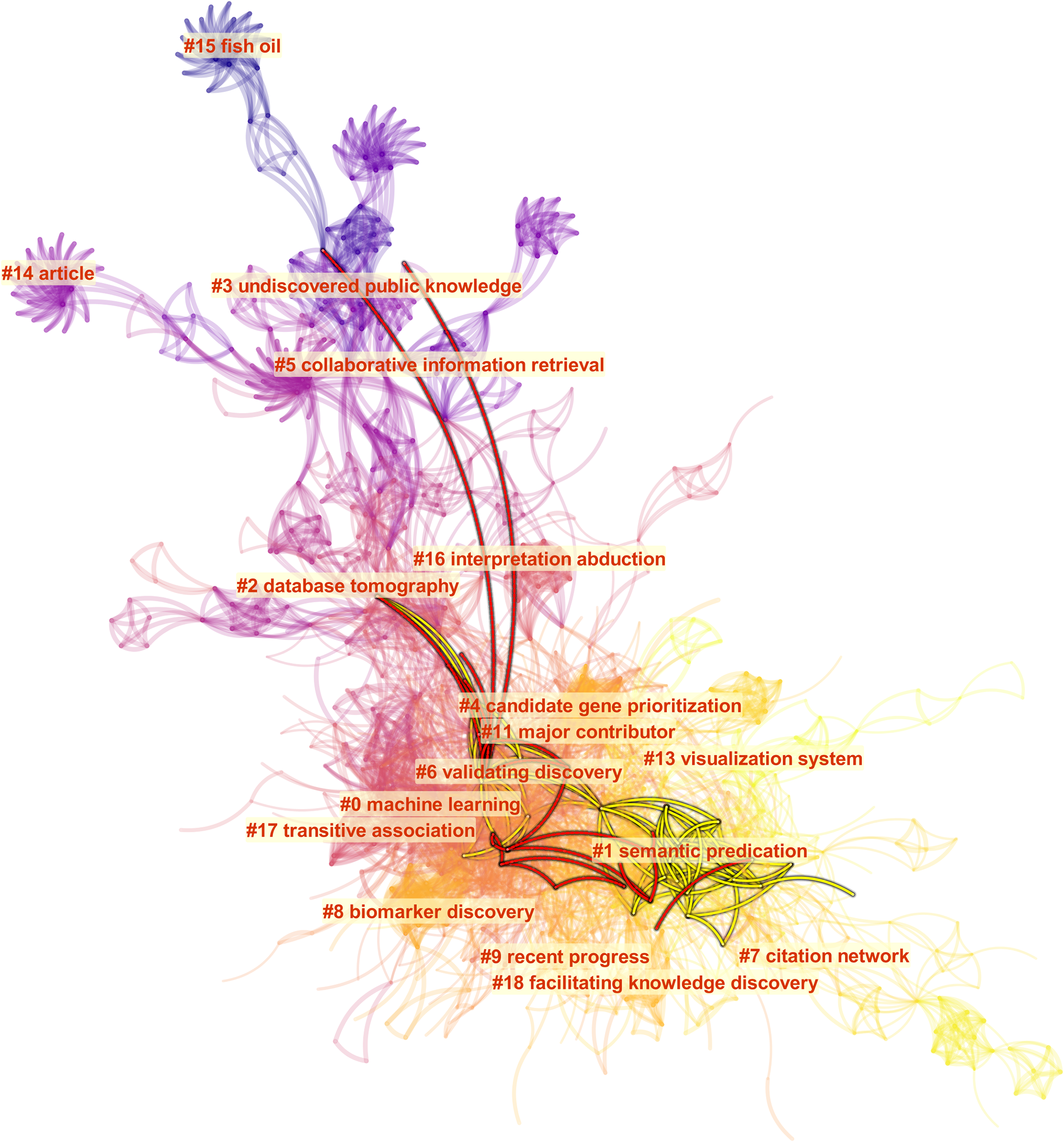
計量書誌解析で多用されるネットワーク理論の一例

研究手法は定性的方法より定量的方法が一般的で、統計学を用いる場合が多い。そのため客観的なデータが収集できる点に特徴があり、なおかつ時間と空間の制約を受けない情報伝達を調査するのに適している引用分析が用いられる。
計量の対象となる主な要素は、著者（や共著者）、著者所属機関、国、タイトル、抄録、内容（全文）、参考文献（参照文献、引用文献）、雑誌名、出版社、分野など文献や資料のあらゆる構成要素が対象となる。膨大な書誌から莫大なデータを作成するため、手計算では規模に限界があったが、大量のデータをコンピュータで扱えるようになったことで書誌の構成要素がデータベース化され、急速に普及した。

## 研究拠点
主要な日本の研究拠点には筑波大学（知識情報・図書館学類、図書館情報メディア研究科）、慶應義塾大学（文学部人文社会学科図書館・情報学専攻、文学研究科図書館・情報学専攻）、愛知淑徳大学（文化創造研究科図書館情報学専修）、科学技術振興機構、国立情報学研究所などがある。

## 学会
主要な学会には日本図書館情報学会、三田図書館・情報学会、情報メディア学会、情報知識学会、American Society for Information Science and Technology（アメリカ）などがある。

## 学術雑誌
主要な学術雑誌には上記の学会誌の他に、Scientometrics（オランダ）、Journal of Documentation（イギリス）がある。

## 論点
ある文献が引用された回数を「被引用数」といい、これを計量書誌学においては「後続研究へのインパクトの大きさ」として解釈してきた。「被引用数」の大きい文献（同業者から繰り返し引用される業績）は、その限りで当該分野の代表的業績と見なされるので、いわば知識の累積性の代替指標である。
しかし大学ランキングなどの研究評価の文脈において、データの特性が十分に吟味されることのないまま用いられてしまっていることが多く、議論になることが多い。David A. Pendleburyによれば、こういった研究の誤用によって「科学者は研究よりも点数稼ぎに走ってしまう」と論じられていたり、計量評価がひとりあるきになってしまいやすい状況については、この分野の専門家が度々指摘している。

## データベース
- Science Citation Index
- Social Science Citation Index
- Arts & Humanities Citation Index
- Google Scholar
- Scopus
- CA
- Medline
- CiNii